# Истоки реки Оредеж в урочище Донцо
Истоки реки Оредеж в урочище Донцо — региональный комплексный памятник природы. Расположен в Волосовском районе Ленинградской области между деревней Пятая Гора и бывшей деревней Большое Заречье, на 4 км восточнее деревни Курковицы.
Организован решением Леноблисполкома № 145 от 27 марта 1976 года. Переутверждён Постановлением правительства Ленинградской области № 494 от 26 декабря 1996 года и Постановлением правительства Ленинградской области № 213 от 27 ноября 2007 года.
Общая площадь памятника природы составляет 950 гектаров.
Находится в ведении Правительства Ленинградской области и ЛОГУ «Управление по природным комплексам и объектам Ленинградской области».
Организован с целью охраны выходов артезианских вод, дающих начало реке Оредеж, а также с целью сохранения мест обитания речной форели и альваров — лугов на известковой плите с редкими видами степных растений.
Представляет собой участок известкового ордовикского плато с многочисленными выходами грунтовых вод, которые сливаются в ручьи и дают начало реке Оредеж. На территории памятника природы находится заброшенный Кюрлевский карьер, заполненный подземными водами.

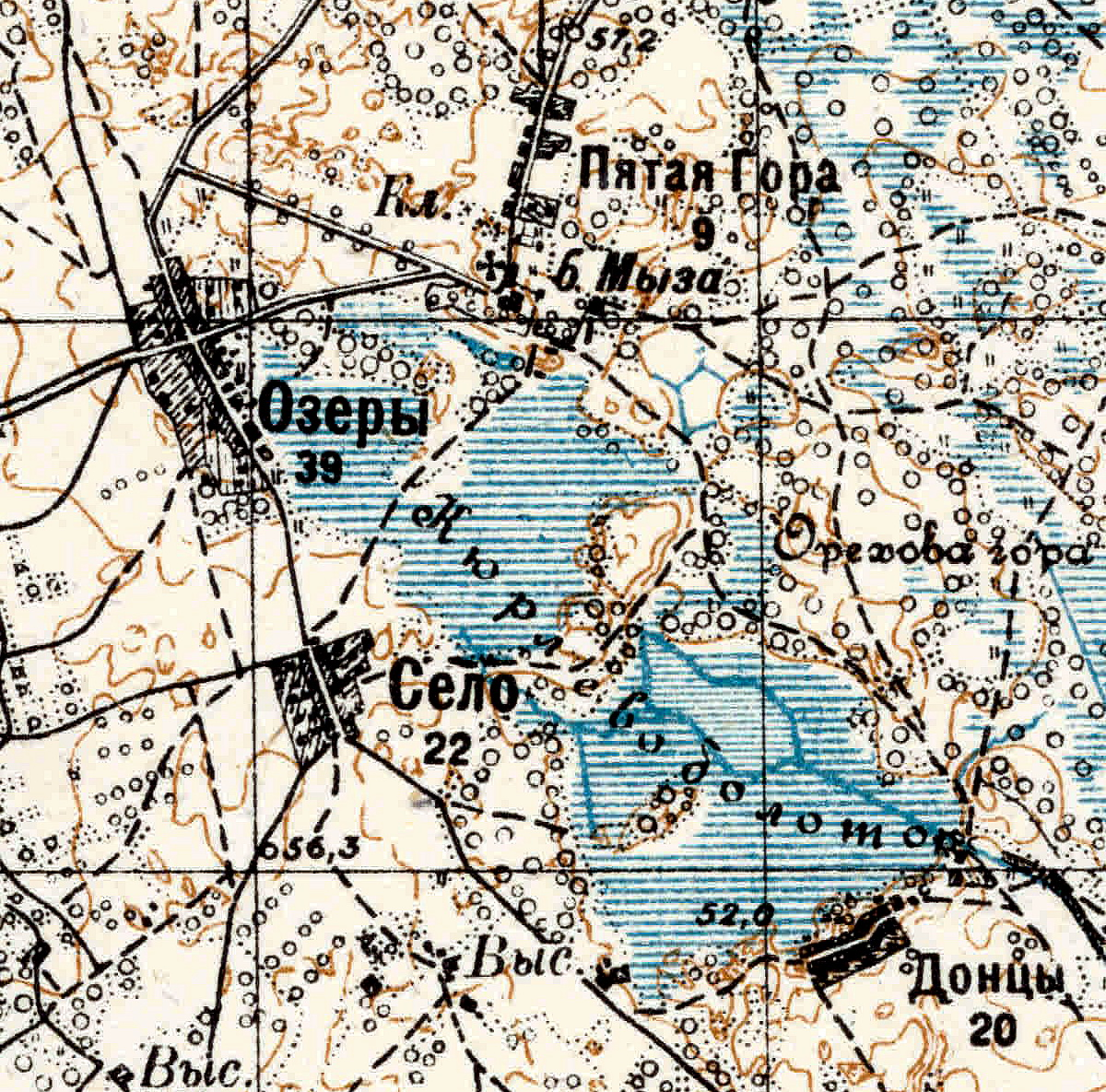
Кюрлево болото и деревня Донцо на карте 1934 года
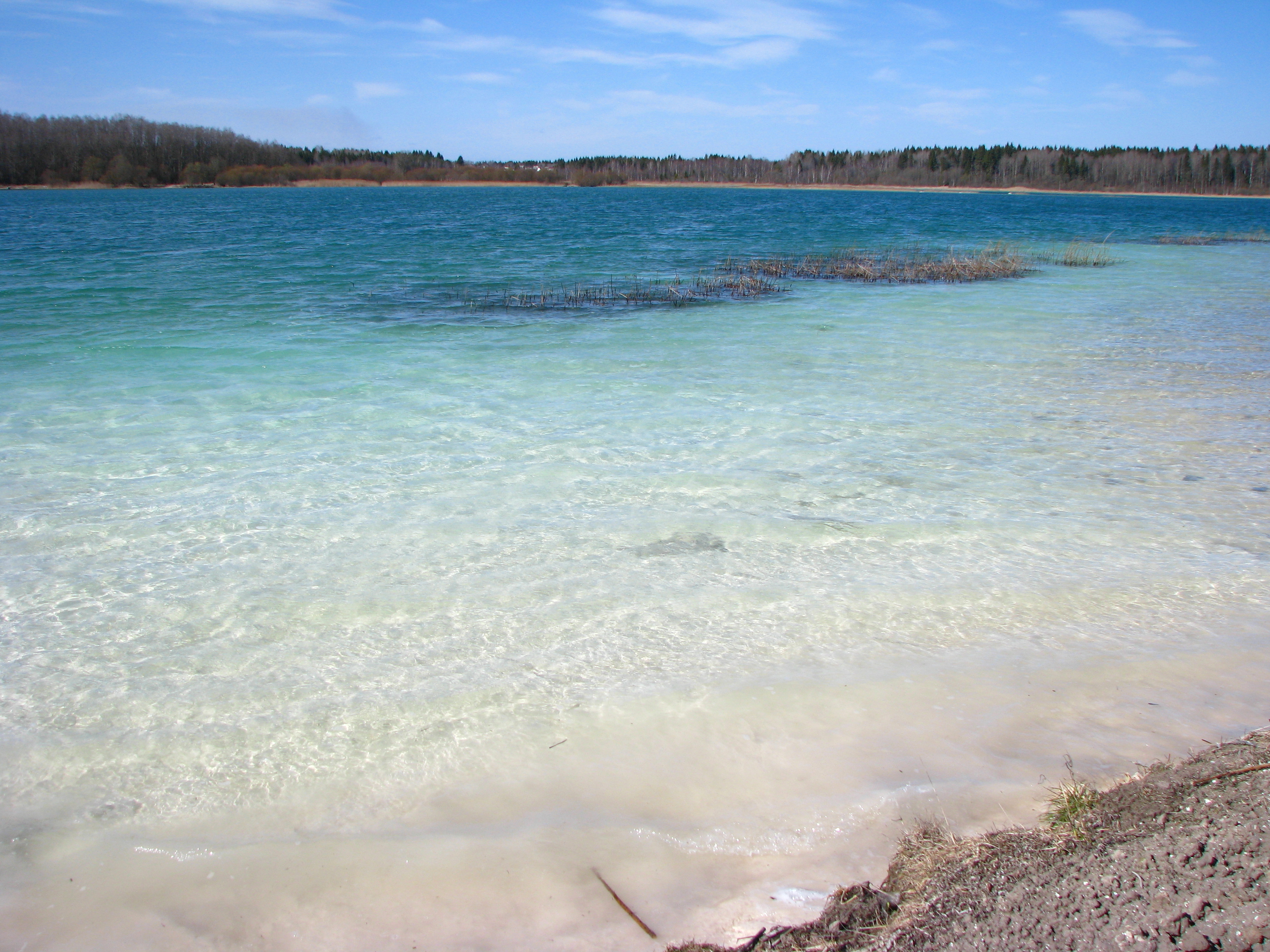
Кюрлевские карьеры , они же известные как озеро Донцо в наши дни  (видны первые очаги эвтрофикации водоёма через 80 лет после его образования)

Основные типы растительности — луга и леса на известняках, более нигде в области не встречающиеся. Из многочисленных представителей флоры памятника природы 4 вида растений занесены в Красную книгу РСФСР и 38 видов охраняются в области. Также верховья Оредежа — последнее местообитание оредежской форели, особо охраняются её нерестилища. Также охраняются редкие виды птиц луговой фауны (перепел, коростель, серая куропатка, болотная сова и др.).
На территории памятника природы запрещается отвод земель под промышленное и сельскохозяйственное использование, мелиоративные работы, применение пестицидов, разработка карьеров, рыбная ловля, рубка леса (кроме санитарной), сбор и добыча охраняемых видов растений и животных, свалка мусора и захламление территории. Разрешены санитарные рубки леса, сбор ягод и грибов, проведение научно-исследовательских работ и экскурсии со школьниками и студентами.

## Галерея

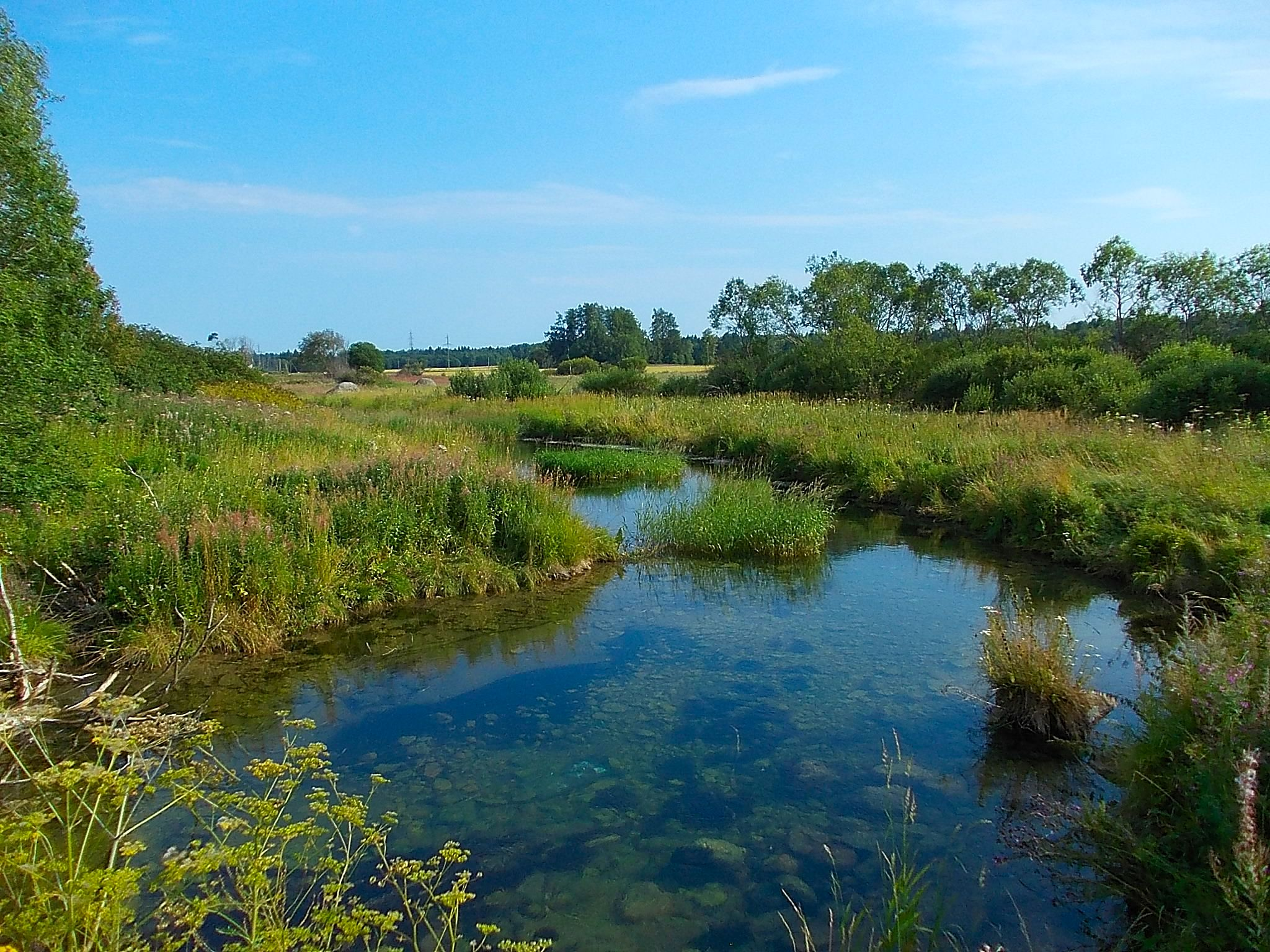
Приток реки Оредеж в д. Большое Заречье
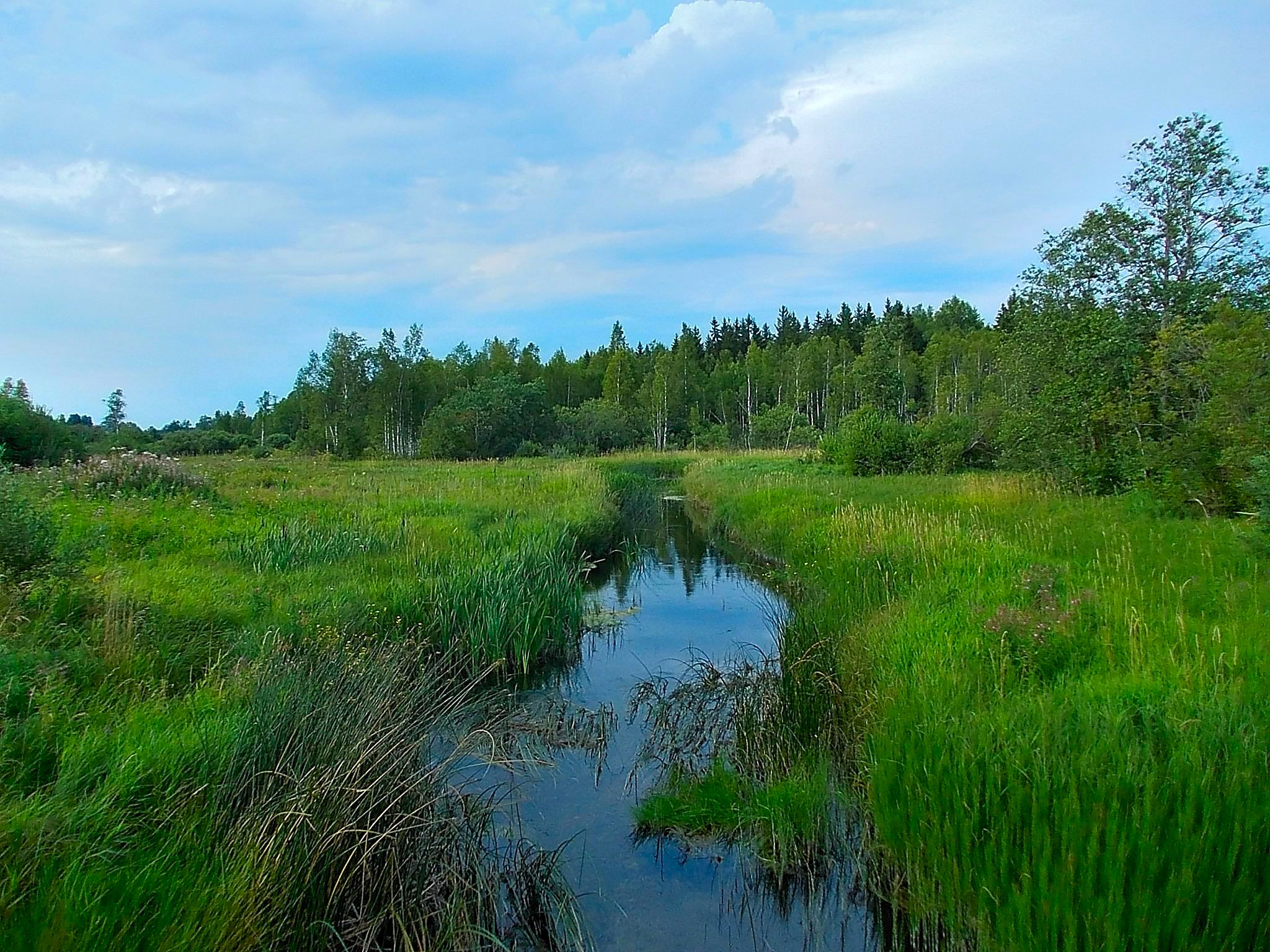
Река Оредеж в д. Большое Заречье
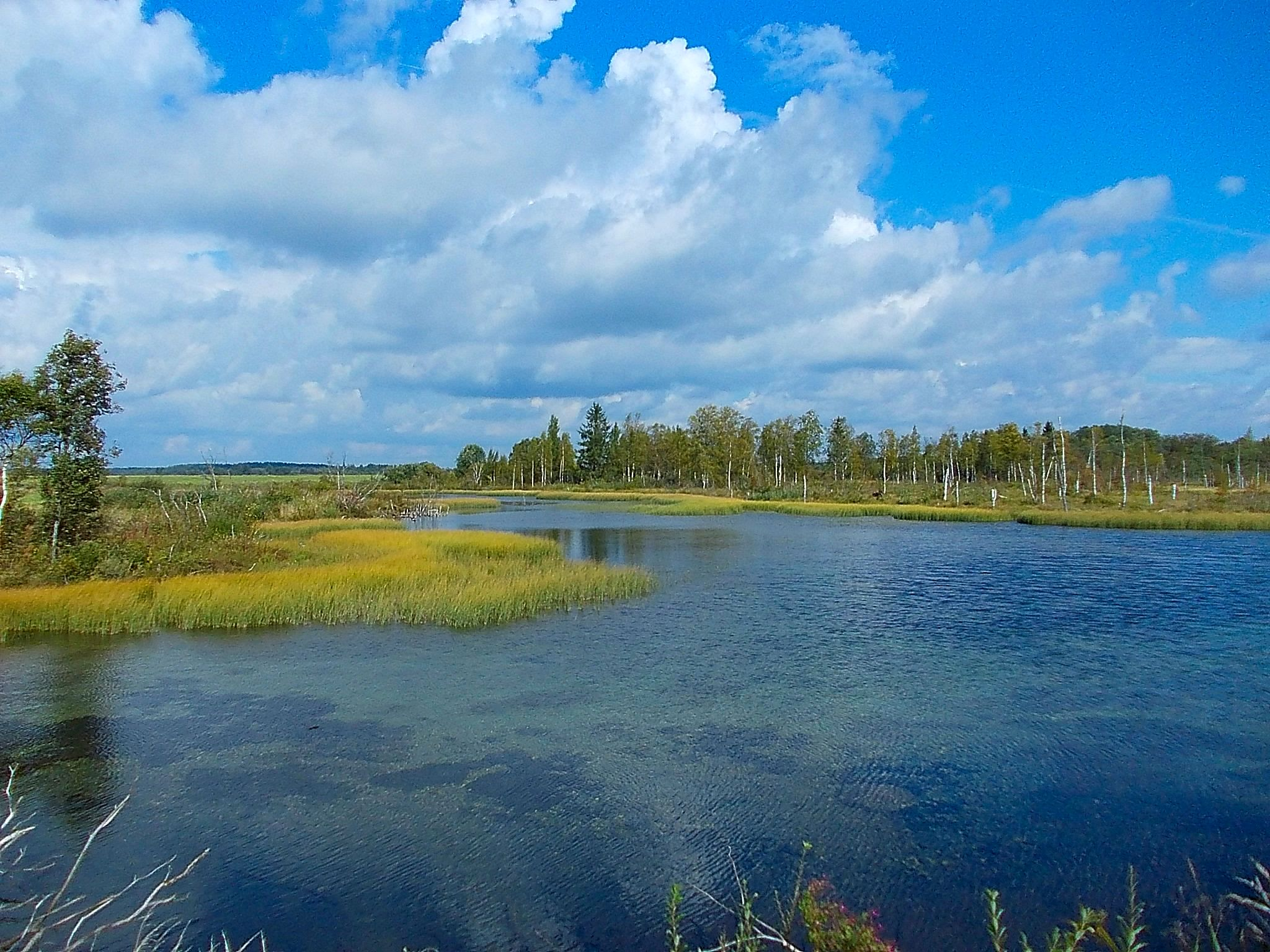
Озеро с родниковой водой в д. Большое Заречье